# 伍德蘭 (密西西比州)
伍德蘭（英語：Woodland）是位於美國密西西比州奇克索縣的村。

## 人口
根據2020年美國人口普查的數據，伍德蘭的面積為1.47平方千米，皆為陸地。當地共有人口110人，而人口密度為每平方千米75人。